# اجتياح دمشق 750
اجتياح دمشق 750، هو الاجتياح الذي تمكنت قوات الدولة العباسية من تحقيقه عام 750 بعد حصار دام شهرًا ونصف الشهر على مدينة دمشق، بعد انتصارها على جيش مروان بن محمد آخر الخلفاء الأمويين في معركة الزاب؛ وقد ارتكب العباسيون أعمال قتل، ونهب، وتخريب في المدينة.

## سير الأحداث
في عام 749 هُزم مروان بن محمد في معركة الزاب على يد عبد الله بن علي عم الخليفة العباسي الأول أبو العباس السفاح، وتابع جيش العباسيين مسيره من شمال العراق قاصدًا دمشق التي كان مروان بن محمد قد تحصّن بها، غير أنّ أهل دمشق لا سيّما القبائل القيسية رفضوا مناصرته بل وقفوا ضدّه، لفتن عديدة نشأت منذ ضعف الدولة الأموية كان منها نقل مروان بن محمد عاصمة الدولة من دمشق إلى حران.
وقد حاصر العباسيون دمشق من جميع جهاتها، ورغم ضعف إمكانات الأمويين إلا أن المدينة صمدت شهرًا ونصف الشهر كما تنقل أغلب الروايات بسبب متانة أسوارها وشدة تحصينها، ثم تمكن العباسيون من نقب السور عند باب الصغير، وقتل بنتيجة المعركة الوليد بن معاوية قائد الجيش الأموي المرابط فيه، ومنه فتحت سائر أبواب دمشق للعباسيين. وارتكب العباسيون عند دخول حاضرة الخلافة الأموية قسطًا وافرًا من عمليات النهب والتدمير، وقد قال المقدسي أن عبد الله بن علي أمر بأن يهدم السور حجرًا حجرًا، وقال ابن عساكر أن الجند العباسيين كانوا يجزّون الرؤوس في الطرق وينهبون ما يحصلون عليه من الأموال، كما قتلوا أغلب أعضاء الأسرة الأموية وصلبوا بعضهم الآخر من أمثال عبد الله بن عبد الجبار بن يزيد، ولم تسلم الأمويات فعلى سبيل المثال نقل البلاذري أن زوجة هشام بن عبد الملك اقتيدت إلى البريّة وهي سافرة وحافية ثم قتلت فيها، كما أقدمت ابنة مروان بن محمد على الانتحار، وحتى أموات بني أمية نبشت قبورهم وأحرقت بقايا جثثهم.